# William M. Weiss
William „Bill“ M. Weiss (* 15. September 1907 in Philadelphia, Vereinigte Staaten; † 12. November 2001 in New York City) war ein US-amerikanischer Filmproduzent von Zeichentrickfilmen.

## Leben und Wirken
Bill Weiss studierte an der University of Pennsylvania und stieß schon in jungen Jahren zum Filmgeschäft. Viele Jahre lang wirkte er als Geschäftsführer, Generalmanager und schließlich als Vizepräsident von Terrytoons, einer auf Zeichentrickfilme spezialisierten Produktionsfirma des Trickfilmzeichners Paul Terry. Seit Mitte der 1950er Jahre wirkte Weiss regelmäßig als Produzent von Terrytoons, deren Output jedoch zu keiner Zeit die Bedeutung oder die Verbreitung von dem des größten Konkurrenten in diesem Segment, Walt Disney, heranreichen konnte. 1959 wurde die Weiss-Kurzfilmproduktion Sidney’s Family Tree für einen Oscar nominiert. Zeitgleich mit dem Tode Terrys 1971 beendete auch Weiss seine Produzententätigkeit.

## Filmografie (kleine Auswahl)
Als Produzent von kurzen Zeichentrickfilmen:
- 1955: Baffling Bunnies
- 1956: Uranium Blues
- 1956: Lucky Dog
- 1957: Topsy TV
- 1957: The Bone Ranger
- 1958: Dustcap Dormat
- 1958: Camp Clubber
- 1958: Sidney’s Family Tree
- 1959: Hashimoto-San
- 1959: Wild Life
- 1960: Trapeze Pleeze
- 1960: Mint Men
- 1961: Unsung Hero
- 1961: Drum Roll
- 1962: Shotgun Shambles
- 1962: Home Life
- 1959–1963: The Deputy Dawg Show (TV-Serie)
- 1963: Tea Party
- 1963: Astronut
- 1964: Peace Pipe
- 1964: Hokey Home Movies
- 1963–1965: Luno the White Stallion (TV-Serie)
- 1965: Freight Fright
- 1965: Darn Barn
- 1966: The Monster Master
- 1966: Dr. Ha-Ha
- 1967: Fancy Plants
- 1967: Mr. Winlucky
- 1968: All Teed Off
- 1968: Grand Prix Winner
- 1969: The Frog
- 1969: The Toy Man
- 1970: Going Ape
- 1970: The Ghost Monster
- 1971: The Enlarger
- 1971: Big Mo